# PLZ-07自行榴弹炮
PLZ-07自行榴弹炮也称为07式122毫米自行榴弹炮或07式122毫米自行火炮，是中國人民解放軍装备的第三代122毫米口径的自行火炮。
PLZ-07自行榴弹炮参加了2009年10月1日的中华人民共和国国庆60周年阅兵式，排在装备方队的第10位，由中国人民解放军陆军第38集团军机械化步兵第113师第338团（“红军团”）的成员驾驶。
PLZ-07自行榴弹炮一般装备于解放军陆军合成旅下辖的炮兵分队。

## 总体设计

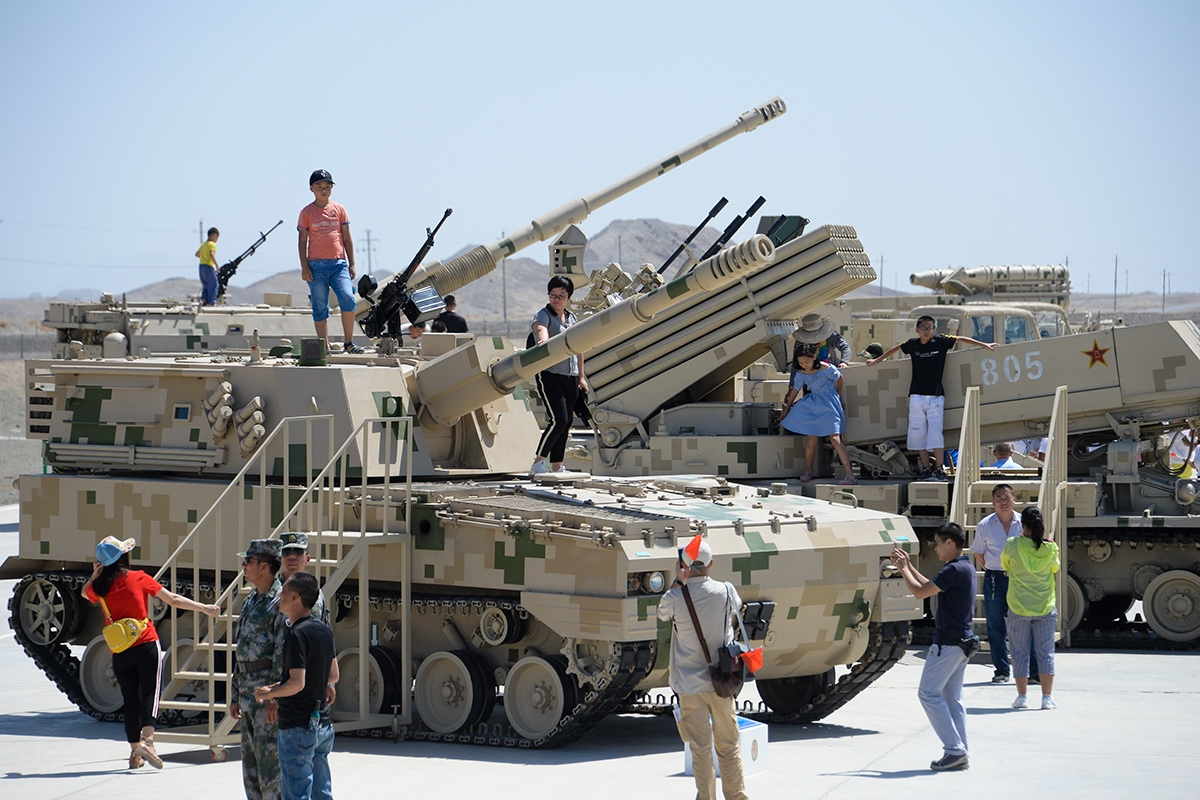
2018年在新疆的PLZ-07

PLZ-07自行火炮沿用了PLZ-89自行榴弹炮的基本布局，动力-传动装置前置，全封闭型炮塔通过连接座圈装在底盘后部，履带式轻型通用底盘是由ZBD-04步兵战车底盘改造而来，车体前端削尖外形楔形体取消，侧装甲由内倾改为垂直。驾驶员位于车体左前部的驾驶室内，驾驶室内有液压助力式操纵装置、仪表和驾驶员终端显示器，其余炮班成员4人在炮塔与车体相连构成的密闭战斗室里，炮长在右侧前方位置，瞄准手在左侧前方位置，2名装填手（分别是一炮手负责弹丸装填/二炮手负责药筒装填）分坐其后，带有数字化火控系统与信息化数据传输设备，炮塔顶部装有卫星定位和通讯数据传输天线。车内带“三防”装置以及灭火抑爆系统。车体尾部开有后门，方便从车外补充弹药。
PLZ-07自行榴弹炮射击指挥自动化武器系统由营(连)侦察车、营(连)指挥车、气象雷达和侦校雷达车辆等组成。单炮可自动、半自动和手动进行直接瞄准和间接瞄准射击。

### 武器系统
PLZ-07自行火炮装备有一门经改进身管的带有炮口制退器和身管抽气装置的PL-96牵引式榴弹炮，药室容积更大。炮塔能够360°环射。PLZ-07自行火炮配备半自动式装填机构，配用分装弹药，主要配备杀伤爆破榴弹。 发射底凹弹时最大射程18公里，发射底排弹时最大射程22公里。
辅助武器为一挺QJC-88式12.7毫米车载高射机枪。

### 动力系统
PLZ-07自行火炮使用6V150系列544马力水冷增压柴油机，公路上最大行进速度可达到65公里/小时，最大行程500公里。